# مارتین اشمیت
مارتین اشمیت (انگلیسی: Martin Schmidt؛ زادهٔ ۱۲ آوریل ۱۹۶۷) بازیکن فوتبال سابق و مربی فوتبال فعلی، اهل سوئیس است.